# Johan Vilhelm Snellman
Pour les articles homonymes, voir Snellman.
Johan Vilhelm Snellman (né le 12 mai 1806 à Stockholm - mort le 4 juillet 1881 à Kirkkonummi) est un philosophe, journaliste et homme d'État finlandais.

## Biographie

### Jeunesse et études
En 1806, Snellman naît sur le bateau Patience ancré dans le port de Stockholm. Son père le marin Christian Henrik Snellman et sa mère Maria Magdalena Röring habitent le quartier de Södermalm. En 1809, la Finlande est rattachée à l'Empire russe, les parents de Snellman quittent la Suède pour le Grand-duché de Finlande et s'installent à Kokkola qui est une ville commerciale et maritime importante. Snellman habite Kokkola de 1813 à 1816 avec ses frères Christian Gerhard et Carl Augustin, ainsi que ses sœurs Magdalena, Maria et Anna. En 1814, la mère de Johan Vilhelm meurt à 34 ans en mettant au monde Anna. Snellman suit des cours partiuliers à Kokkola. En 1816, il s'installe chez sa tante Anna Piponius à Oulu, où il commence à étudier à l'École normale d'Oulu. L'incendie d'Oulu de 1822 détruit presque entièrement la ville dont l'école normale et il obtient ses certificats sans examen comme ses autres camarades.
À 16 ans, Snellman entre à l'Académie royale d'Åbo, la même année que Johan Ludvig Runeberg et Elias Lönnrot. Son cercle amical comprend aussi Johan Kjemmer, Johan Jakob Nervander et Fredrik Cygnaeus. Le mouvement du romantisme de Turku s'était développé à l'Académie royale d'Åbo. Les étudiants commencent à s'y intéresser à la langue et à la culture finnoises. Adolf Ivar Arwidsson appelle à agir pour la défense de la culture finnoise.
Snellman étudie la théologie et l'histoire, le grec, le latin, les littératures du monde et un peu de physique et de sciences naturelles. Snellman et ses amis découvrent les espoirs du romantisme de Turku mais ils laissent la politique au second plan quand Arwidsson perdant son emploi à cause de ses écrits révolutionnaires, il ne souhaite pas la même destinée.
Snellman commence à étudier pour devenir pasteur et son diplôme en poche il obtient rapidement un emploi. Il ne peut toutefois pas s’inscrire à l'examen pour devenir pasteur car il n'a pas encore l'âge minimal requis de 22 ans. Suivant le conseil de son professeur J. J. Tengström, il choisit la philosophie comme matière principale Snellman finance ses études en enseignant à domicile un peu partout en Finlande.
En 1827, une partie de l'Académie royale d'Åbo et de ses collections sont détruites dans le Grand incendie de Turku.
Nicolas Ier décide de transférer l'Académie à Helsinki où elle ouvre avec le nom d'université Alexandre en 1828. Snellman se concentre sur l'hégélianisme. En 1835, Snellman soutient sa thèse  Dissertatio Academica absolutismum systematis Hegeliani defensura, sur l'idée hégélienne du monde.

### Politique
Comme sénateur, il contribue à ce que la Finlande obtienne l'indépendance monétaire et œuvre fortement à la reconnaissance du finnois comme langue officielle.

### Descendance
Christina Snellman, née en 1928, peintre

## Postérité
La Journée de Snellman ou journée du patrimoine finlandais est fêtée le 12 mai et l'on hisse les drapeaux et ouvre au public la maison de Johan Vilhelm Snellman.
L'université d'Helsinki remet le prix J.V. Snellman en son honneur.

## Ouvrages principaux
- (la) Dissertatio academica absolutismum systematis Hegeliani defensura, Helsinki, 1835
- (sv) Försök till framställning af logiken, Helsinki, 1837
- (sv) Philosophisk elementarkurs, 1837–1840
- (sv) Om det akademiska studium, 1840
- (sv) Det går an. En tafla ur lifvet, fortsättning, 1840
- (sv) Versuch einer speculativen Entwicklung der Idee der Persönlichkeit, Tübingen, 1841
- (sv) Läran om staten, Stockholm, 1842
- (sv) Tyskland. Skildringar och omdömen från en resa 1840–1841, Tukholma, 1842
- (sv) De spiritus ad materiam relatione, Helsinki, 1848
- (fi) Alexander Castrenin elämäkerta